# Ліліан Снеллінг
Ліліан Снеллінг (англ. Lilian Snelling; 8 червня 1879 — 12 жовтня 1972) — британська жінка-ботанік, ботанічний та науковий ілюстратор, «можливо, найвизначніший британський ботанічний художник першої половини ХХ століття». Була головною художницею та літографкою у Curtis's Botanical Magazine з 1921 до 1952 року та «вважалася одним з найбільших ботанічних художників свого часу», "її картини були докладними й точними, та дуже красивими ". У 1954 році нагороджена Орденом Британської імперії та у 1955 році Почесною медаллю Вікторії.

## Біографія
Ліліан Снеллінг народилася 8 червня 1879 року в Сент-Мері-Крей у південно-східному Лондоні, у великій родині пивовара Джона Карнелла Снеллінга (1841—1902) та Маргарет Елізабет.
У 1915-16 роках британський ботанік Генрі Джон Елвіс доручив їй малювати квіти, зібрані під час подорожей, у своєму будинку в Глостерширі.
У 1916—1921 роках Снеллінг працювала у Королівському ботанічному саду Единбурга над створенням зображень рослин для Ісаака Бейлі Балфура, хранителя ботанічного саду та професора ботаніки Единбурзького університету. Також вона навчалася мистецтву літографії у художника Френка Морлі Флетчера.
У 1921 році почала працювати у Королівських ботанічних садах в К'ю головною художницею журналу Curtis's Botanical Magazine, з 1929 року її асистенткоб була Стелла Росс-Крейг. За 30 років роботи на цій посаді Снеллінг створила понад 830 картин та літографій. 169 том Curtis's Botanical Magazine був присвячений Ліліан Снеллінг: «художниці, літографці та ботанічній ілюстраторці, яка із дивовижною делікатністю точних обрисів, блиском кольору та вивершеною градацією тонів сумлінно зображувала рослини у цьому журналі з 1922 до 1952 року».
Її картини ілюстрували видання Monograph of the Genus Lilium Генрі Джона Елвіса (1934), Study of the genus Paeonia (1946) Стерна та A Book of Lilies Фреда Стокера (1943.)
У 1959 році багаторічна праця Ліліан Снеллінг була відзначена на виставці «Kew's Aid to Botany over 200 Years», приуроченій двохсотріччю Королівських ботанічних садів у К'ю, де вона була описана як «одна із чудової групи жінок» поряд із Стеллою Росс-Крейг, Енн Вебстер та Маргарет Стоунз.
Ліліан Снеллінг померла у своєму будинку у Сент Мері Крей 12 жовтня 1972 року.
У 2007 році у Королівському ботанічному саду Единбурга відбулася виставка, присвячена творчості Ліліан Снеллінг.

## Опубліковані роботи
- Millais, John Guille (1924). Rhododendrons and the various hybrids Second series. London, New York: Longmans, Green and Co. OCLC 3663850
- Grove, Arthur (1933). A supplement to Elwes' Monograph of the genus Lilium. London: Royal Horticultural Society. OCLC 14200835
- Stoker, Fred (1943). A Book of Lilies. London & New York: King Penguin Books. OCLC 4017629
- Stern, F.C., Snelling, Lilian, & Stella Ross-Craig (1946). Study of the genus Paeonia. London: Royal Horticultural Society.OCLC 5163877
- Curtis's Botanical Magazine. s 147–169. Royal Horticultural Society. 1922–1952.